# Handa Island

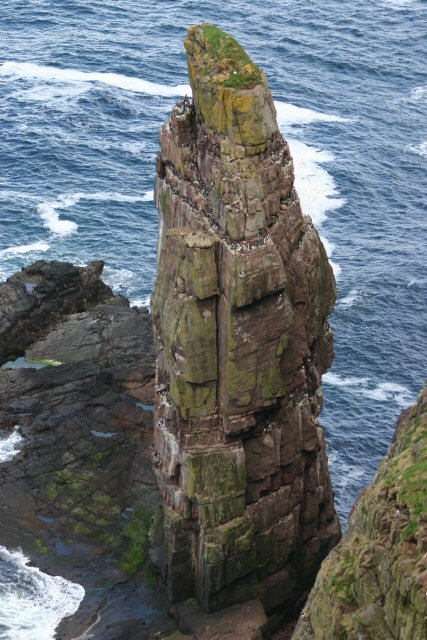
Eine kleine Felsnadel vor Handa

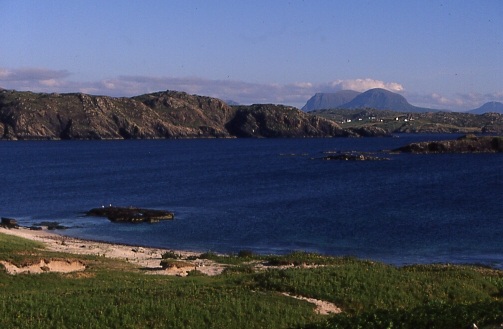
Der Berg Quinag und das Dorf Scourie auf dem Festland jenseits des Sound of Handa

Handa Island (Schottisch-Gälisch Eilean Shannda) ist eine unbewohnte Insel vor der schottischen Westküste im Atlantik. Der Name der Insel ist altnorwegisch.

## Geographie
Die Insel ist vom Festland durch den Handa Sound getrennt, der an der engsten Stelle nur 350 Meter breit ist. Sie ist Teil des Besitzes von Scourie Estate, wird aber vom „Scottish Wildlife Trust“ gepflegt und ist in den Sommermonaten über eine kleine Personenfähre mit dem Weiler Tarbet nordöstlich der Insel verbunden. Bootsverkehr besteht mit dem Weiler Fanagmore.
Die Insel ist von Ost nach West 2,5 km lang, sowie maximal 1,8 km breit, und hat eine Fläche von 3,08 km². Im Norden liegt der Sithean Mòr mit seinen zwei Gipfeln und mit der höchsten Erhebung der Insel von 123 Metern. Im Norden und Westen gibt es bis zu 100 Meter hohe Klippen. Im flacheren Süden und Osten der Insel gibt es Strände.
Zu den kleinen Nebeninseln von Handa gehören Glas-Leac im Süden, Eilean an Aigeach im Nordosten und Stac an t-Sealbhaig im Norden.
Handa wird wegen ihrer Avifauna vor allem von Ornithologen besucht. Trottellummen, Tordalke und Papageientaucher brüten auf den Felsen der Insel.

## Geschichte
Handa wurde früher als Bestattungsort genutzt. Im Südosten sind noch die Überreste einer Kapelle zu sehen, an die der Name Tràigh an Teampaill (Strand des Tempels) erinnert.
Im Jahr 1841 hatte die Insel noch 65 Bewohner, die jedoch 1848 wegen der Kartoffelfäule und der damit eingehenden Großen Hungersnot auswandern mussten. Im Widerspruch dazu stehen Aufzeichnungen zu den Ernährungsgewohnheiten der Inselbewohner, die auch von Hafer, Fischen und Seevögeln lebten, anstatt hauptsächlich auf Kartoffeln angewiesen zu sein.
Die Insel hatte einen Rat, ähnlich wie auch die abgelegenere Insel St. Kilda, der täglich zusammenkam. Die älteste Witwe der Insel galt als „Königin“.
Die Insel ist heute Teil des Gutes Scourie und gehört Jean Balfour und J.C. Balfour. Sie unterliegt der Aufsicht des Scottish Wildlife Trust. Die Insel kann besucht werden, die Besucher unterliegen aber strengen Regeln. Die Zahl wird reglementiert, indem nur eine Schlauchbootfähre von Tarbet aus zur Insel fährt, die pro Fahrt ca. 10 Personen transportieren kann, so können täglich maximal etwa 100 Personen die Insel betreten.

## Natur
Auf Handa können vier Biotope unterschieden werden:
- Die Strände, Dünen und Sandwiesen sind reich an vielen kleinwüchsigen Pflanzenarten wie Gänseblümchen und Storchschnäbel. Hier leben zahlreiche Hasen

- Die sauren Heiden im zentralen Gebiet der Insel sind mit Gräsern und Heidekräutern sowie stellenweise mit Farnen und Weidenbüschen bedeckt. Hier leben Raubmöwen (Schmarotzerraubmöwen und Große Raubmöwen)

- Die Feuchtgebiete sind mit Torfmoosen, Seggen und Binsen bewachsen.

- Die Klippen im Norden und Westen beherbergen eine wichtige Kolonie von Meeresvögeln, für die Handa bekannt ist. Die Avifauna besteht hauptsächlich aus Trottellummen (die größte Kolonie dieser Art in Großbritannien), Skuas, Tordalken, Papageientauchern, Dreizehenmöwen, Eissturmvögeln sowie Silber- und Heringsmöwen.

Die Insel ist ein SSSI (Site of Special Scientific Interest) und war für 25 Jahre an die Royal Society for the Protection of Birds verpachtet. Die Eigentümer jedoch verlängerten den Pachtvertrag nicht, weil sie eine schottische Organisation als Aufsicht wünschten. Deshalb übernahm der Scottish Wildlife Trust die Verwaltung. Obwohl Handa geschützt ist, kommen jährlich 5000 Besucher auf die Insel.
Die zerklüftete Küstenlinie mit der freistehenden Felsnadel The Great Stack machen Handa zu einem bevorzugten Ort der Vogelbeobachtung.

Vögel die auf Handa Island brüten
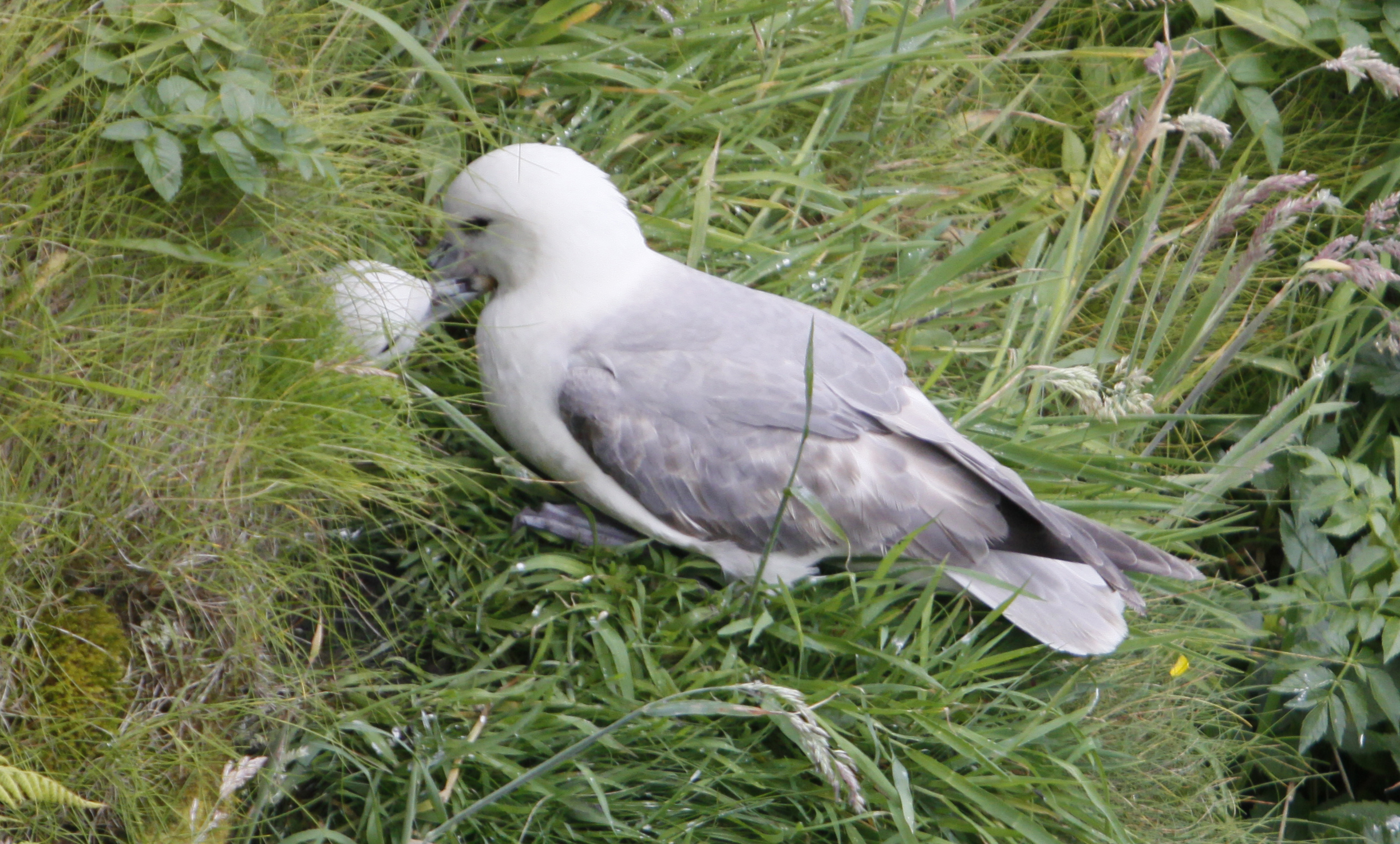
Eissturmvogel (Fulmarus glacialis) bei Brutfütterung
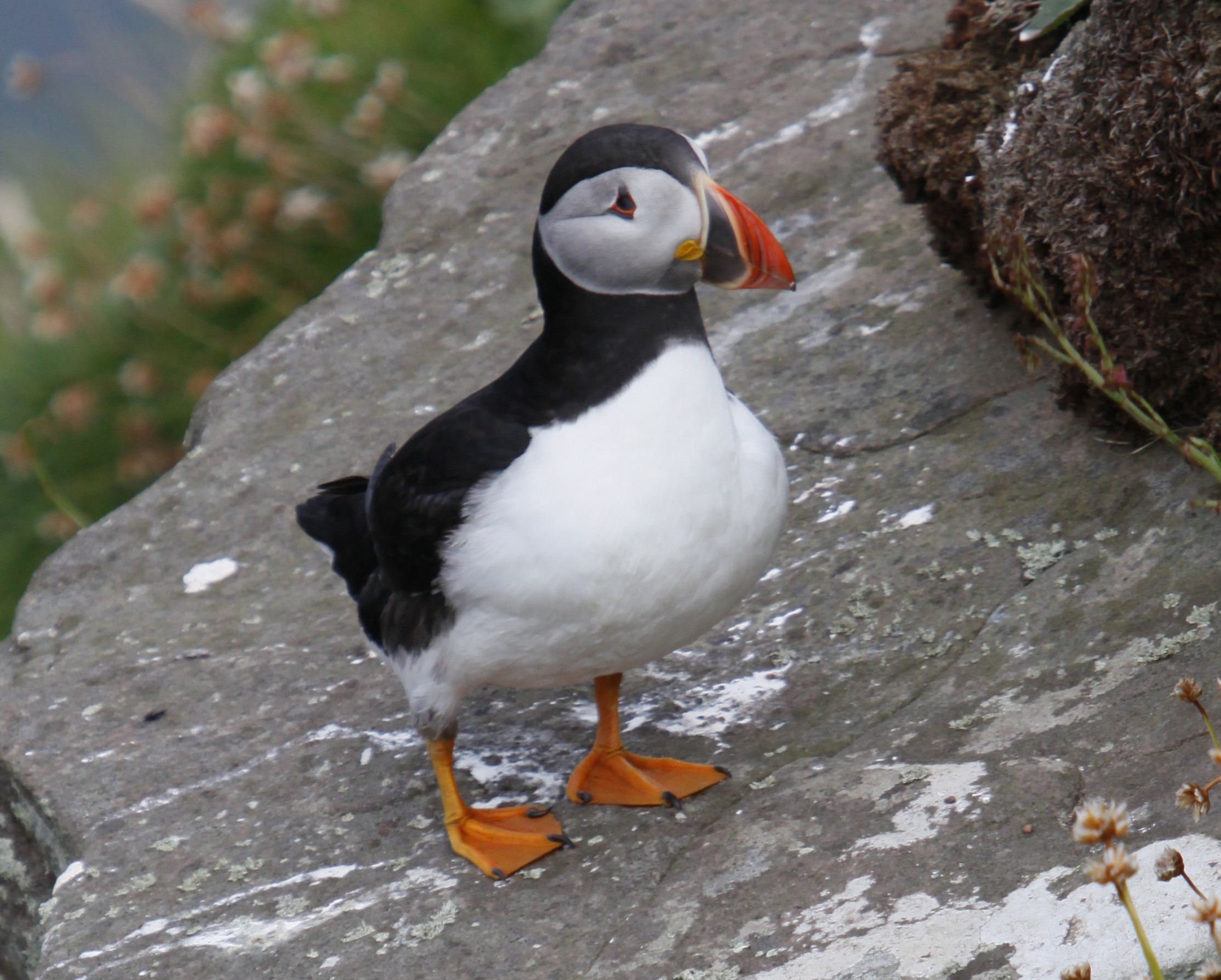
Papageitaucher (Fratercula arctica) auf Handa Island
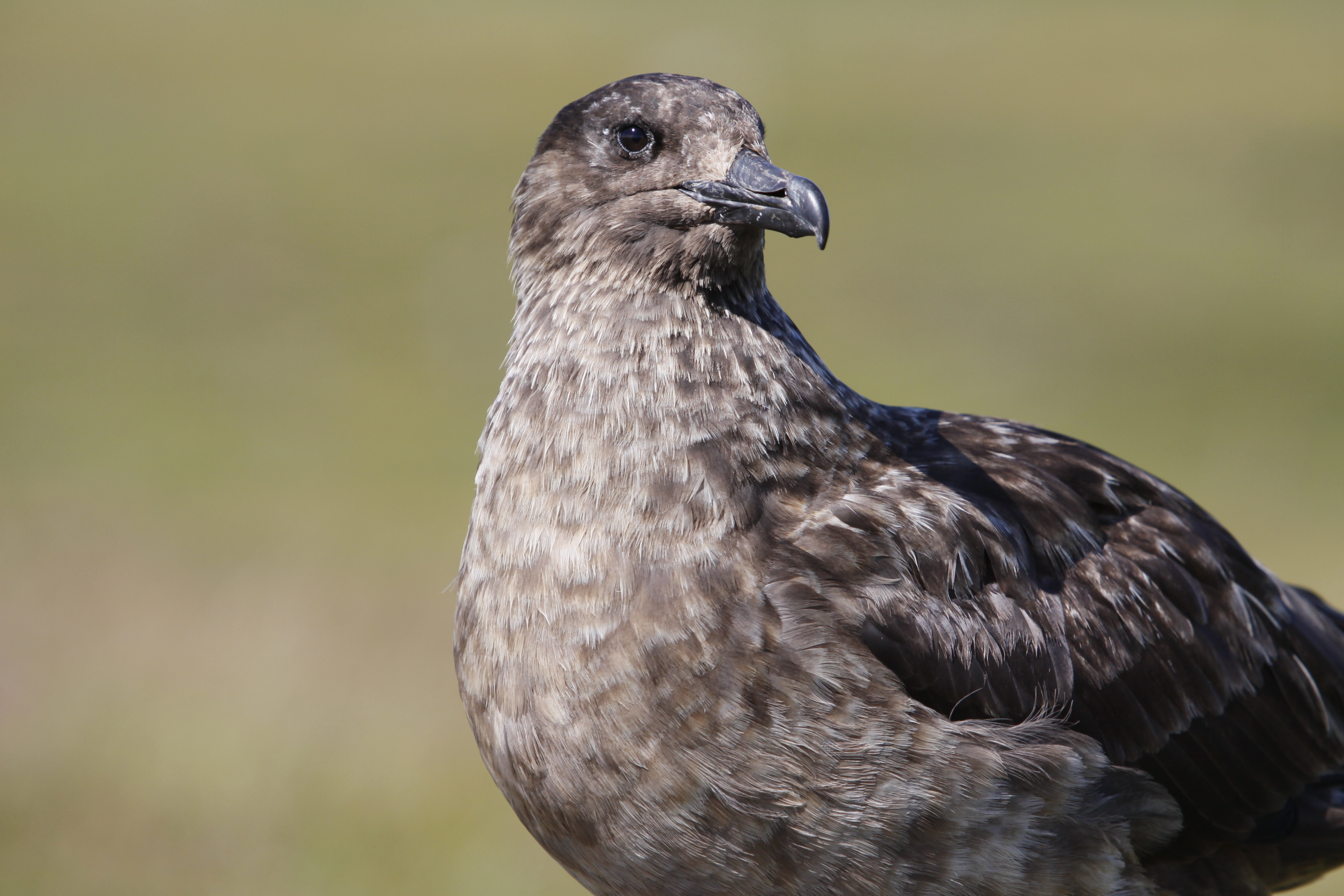
Große Raubmöwe (Skua) (Stercorarius skua) auf Handa Island
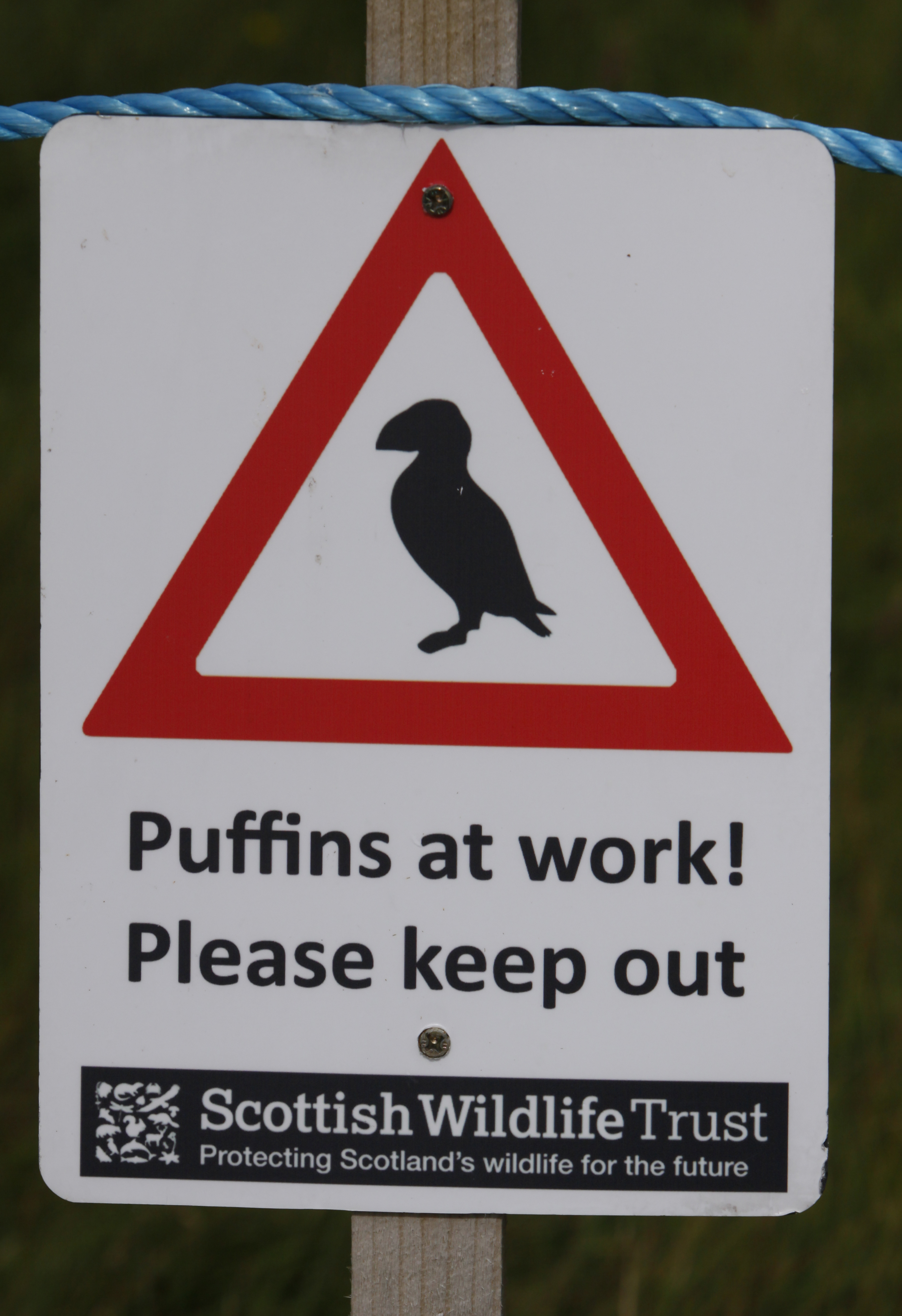
Hinweisschild auf die Brutschutzgebiete
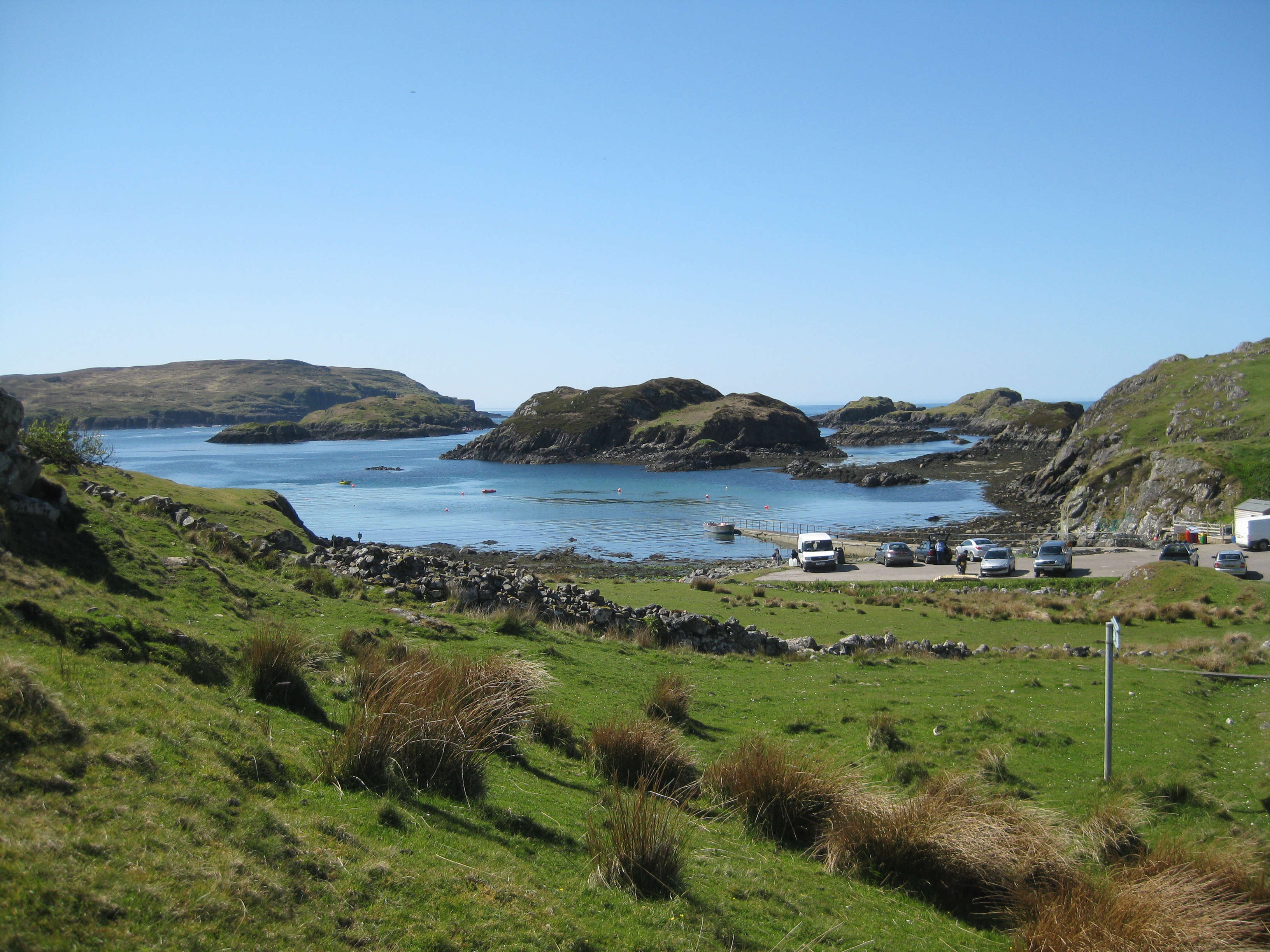
Fährhafen von Tarbet, mit Blick auf Handa